# Megyik János
Megyik János (Szolnok, 1938. október 8. –) magyar szobrász, a neoavantgárd képzőművészet képviselője. Művészetének lényegét a független, szubjektív, költői geometria jelenti.

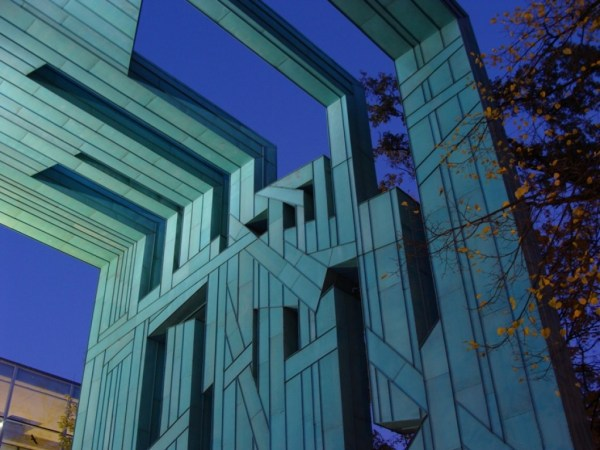
Az Élettudományi Intézet Könyvtárának kapuzata ősszel
Debrecen (2005)

## Életútja
A csehszlovákiai Rév-Komáromban tanult festészetet Harmos Károlytól 1950–1954 között. Budapestre költözött, s beiratkozott a Képző- és Iparművészeti Gimnáziumba. 1956-ban Bécsbe emigrált, 1956–61 közt a bécsi Képzőművészeti Akadémián tanult, ahol R. Ch. Andersen, J. Dobrowsky és H. Boeckl voltak a mesterei. A bécsi Iparművészeti Akadémián szerzett diplomát. Csaknem tíz éven keresztül (1969–1978) formatervezéssel is foglalkozott.
1987-ben járt tanulmányúton New Yorkban, jóval később (1999) már az MTA ösztöndíjával ment Rómába. 1997 óta leginkább a Somogy megyei Kötcsén alkot. 2008 óta a Széchenyi Irodalmi és Művészeti Akadémia Képző- és Iparművészeti Osztályának rendes tagja.

## Munkássága
1963 óta a táblakép struktúrájának modellezésével (a táblakép mint térbeli modell és mint háromdimenziós tárgy) és a látás reflexiójával (perspektíva) foglalkozott, művészetét a geometrikus absztrakció határozta meg. 1972-ben a Magyar Műhely első konferenciáján Bujdosó Alpárral együtt felolvasta A semmi konstrukciója című tanulmányát Marly-le-Roi-ban.
Térkoncepcióját fémszobrokban valósította meg, később áttért a faanyag használatára, sőt alkotásait épülettervekre is kiterjesztette. 1977-ben elkezdte készíteni fakonstrukcióiról fotogramjait. Alkotásai a térbeliségnek olyan problémáit vetik fel, amelyek a festőművészet, a szobrászat és az építészet területén egyaránt megjelennek.
A 2010-es évtized elején (2010. november 26. – 2011. január 30.) látható Megyik János életmű-kiállítása a budapesti Ludwig Múzeumban, bemutatva azon műnemek sokféleségét, melyekkel élete során foglalkozott, festményeit, rajzait, pálcikakonstrukcióit, fotogramjait, az 1990-es évek kartonreliefjeit, s a 2000-es évek acéllemezeit.

## Kiállítások, közgyűjtemények
1965 óta kiállítóművész, 1956-os emigrációja miatt pályája kezdetén nyugat-európai tárlatokon szerepelt, de az 1970-es évek közepétől hazai csoportos kiállításokra is eljutott, mondhatni ekkortól már az egész mai Európai Unió területén kiállított Madridtól Bukarestig. Műveit számos külföldi és hazai közgyűjtemény őrzi, köztük az Albertina Múzeum Bécs; Hamburger Kunsthalle, Hamburg; Szent István Király Múzeum, Székesfehérvár; Janus Pannonius Múzeum, Pécs; Kupferstichkabinett, Hamburg; Ludwig Múzeum – Kortárs Művészeti Múzeum, Budapest; Museum Moderner Kunst, Bécs; Magyar Nemzeti Galéria, Budapest; Szépművészeti Múzeum, Budapest.

## Irodalom tőle és róla (válogatás)

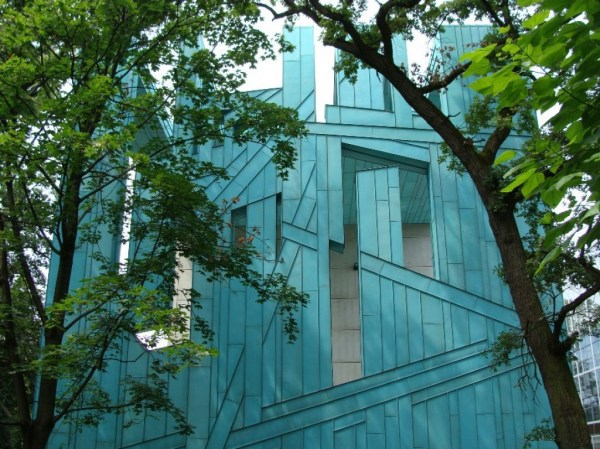
Megyik János kapuzata nyáron